# ائتلاف سوبي

ائتلاف سوبي كان التحالف السياسي الحاكم في السنغال خلال رئاسة عبد الله واد. يتكون الائتلاف من الحزب الديمقراطي السنغالي وأحزاب أصغر. واد هو الأمين العام للائتلاف.
جاء اسم التحالف من حشود غفيرة تهتف «سوبي! سوبي!» في تجمعات واد خلال حملته الناجحة للرئاسة في عام 2000. "Sopi" هي الكلمة الولوفية لـ«التغيير».
في الانتخابات البرلمانية في أبريل 2001، فاز الائتلاف بـ 49.59٪ من الأصوات الشعبية و89 من أصل 120 مقعدًا في الجمعية الوطنية. بعد ست سنوات، في الانتخابات البرلمانية في 3 يونيو 2007 (التي قاطعتها معظم المعارضة)، فاز الائتلاف بـ 69.21٪ من الأصوات الشعبية و131 من أصل 150 مقعدًا.